# Sandra Bygdén Shameh
Sandra Bygdén Shameh, född 1980 i Sollefteå församling, är en svensk journalist.
Bygdén Shameh, som är uppvuxen i Ångermanland och Västerbotten, har arbetat som journalist på Örnsköldsviks Allehanda och Vestmanlands Läns Tidning samt haft olika roller på Aftonbladet under åren 2009-2018. 2018 blev hon nyhetschef på Örnsköldsviks Allehanda och Tidningen Ångermanland.
När Bonnier News förvärvade Mittmedia år 2019, blev Bygdén Shameh chefredaktör och ansvarig utgivare för Örnsköldsviks Allehanda (och Allehanda.se som då delades med Tidningen Ångermanland).
Sedan 2024 är Sandra Bygdén Shameh chefredaktör och ansvarig utgivare på Bohusläningen, som ägs av Stampen Lokala Medier.